# Ádámos község
Ádámos (románul: Adămuș) község Maros megyében, Erdélyben, Romániában. Beosztott falvai Ádámos (községközpont), Kincses, Küküllődombó, Magyarherepe, Magyarkirályfalva és Sövényfalva.

## Fekvése
Maros megye nyugati részén helyezkedik el, a Kis-Küküllő mindkét partján.

## Népessége
A 2002-es népszámlálás adatai alapján Ádámos község népessége 5966 fő volt, míg a 2011-es népszámlálás szerint 5147 fő lakott a község területén. 2011-ben a következő volt a nemzetiségi megoszlás: 2237 fő (43,46%) román, 1980 fő (38,47%) magyar, 770 fő (14,96%) cigány, 9 fő (0,17%) német, 1 fő (0,02%) egyéb, míg 150 fő (2,91%) ismeretlen nemzetiségű. Felekezeti szempontból a népesség összetétele a következő volt: 2670 fő (51,87%) ortodox, 1013 fő (19,68%) református, 751 fő (14,59%) unitárius, 325 fő (6,31%) pünkösdista, 62 fő (1,20%) római katolikus, 60 fő (1,17%) jehovista, 38 fő (0,74%) görög rítusú katolikus, 19 fő (0,37%) hetednapi adventista, 15 fő (0,29%) baptista, 14 fő (0,27%) evangélium szerinti keresztény, 12 fő (0,23%) egyéb felekezetű, 13 fő (0,25%) vallás nélküli és 155 fő (3,01%) ismeretlen felekezethez tartozó.